# PlayerUnknown's Battlegrounds
PlayerUnknown's Battlegrounds (ook bekend als PUBG) is een battle royale ontwikkeld door PUBG Studios. Het spel is gebaseerd op enkele mods ontwikkeld door Brendan "PlayerUnknown" Greene voor andere spellen met als inspiratie de film Battle Royale. In het spel worden maximaal honderd spelers op een eiland geplaatst waar ze wapens en voorwerpen moeten zoeken en andere spelers moeten doden. Men kan het spel winnen door als laatste over te blijven. Het speelbare gebied wordt alsmaar kleiner waardoor overlevende spelers worden gedwongen elkaar te confronteren.
Het spel kwam in maart 2017 als vroegtijdige toegang uit voor Microsoft Windows. De officiële uitgave volgde in december eerst voor de Xbox One en een week later ook voor Windows. In februari werd een mobiele versie voor Android en iOS in China uitgegeven door Tencent Games; op 19 maart 2018 werd deze versie in de rest van de wereld beschikbaar.
Het spel was in februari 2018 meer dan 30 miljoen keer verkocht. Op het hoogtepunt in januari 2018 speelden meer dan 3,2 miljoen spelers gelijktijdig de game; vóór PUBG stond het record van meest gelijktijdige spelers op Steam op naam van Dota 2 met 1,2 miljoen spelers.

## Gameplay
Battlegrounds is een first en third-person shooter waarin maximaal honderd spelers op een eiland worden geplaatst met als doel als laatste over te blijven. Spelers kunnen er voor kiezen om alleen te spelen of met een team van maximaal vier spelers.
Iedere ronde start met spelers die vanuit een vliegtuig naar een eiland van ongeveer 8 bij 8 kilometer parachuteren. Het pad dat het vliegtuig vliegt is willekeurig en iedere ronde anders. Eenmaal geland kunnen spelers in gebouwen naar wapens en voorwerpen zoeken. Gebieden die risicovoller zijn hebben vaak betere voorwerpen. Spelers kunnen er voor kiezen om in eerstepersoons- of in derdepersoonsperspectief te spelen.
Elke paar minuten wordt het speelbare gebied kleiner om confrontaties te forceren. Spelers die buiten het speelbare gebied zitten verliezen langzaam levenspunten. Een volledige ronde duurt vaak niet langer dan 30 minuten.
Aan het einde van de ronde krijgen spelers in-game valuta. De hoeveelheid valuta die een speler krijgt varieert gebaseerd op de tijd dat ze levend waren, hoeveel spelers ze hebben vermoord, met hoeveel teamgenoten ze zitten en hoeveel schade ze aan andere spelers hebben toegebracht.